# ابن كر
شمس الدين محمد بن عيسى بن حسن بن كُر البغدادي، المعروف بـ ابن كُر (توفي 759 هـ 1357 م)، كان موسيقياً بارعاً، وفقيها صوفياً، له زاوية مجاورة لمشهد الحسين في القاهرة. وهو مؤلف مطلب الغايات، عمل على كتابة علم الموسيقى في القاهرة خلال النصف الأول من القرن ال14 م. ولد في القاهرة لعائلة عراقية مهاجرة.